# Liste der Bodendenkmäler in Stetten (Schwaben)
Auf dieser Seite sind die Bodendenkmäler in der schwäbischen Gemeinde Stetten zusammengestellt. Diese Tabelle ist eine Teilliste der Liste der Bodendenkmäler in Bayern. Grundlage ist die Bayerische Denkmalliste, die auf Basis des Bayerischen Denkmalschutzgesetzes vom 1. Oktober 1973 erstmals erstellt wurde und seither durch das Bayerische Landesamt für Denkmalpflege geführt wird. Die folgenden Angaben ersetzen nicht die rechtsverbindliche Auskunft der Denkmalschutzbehörde.

## Bodendenkmäler der Gemeinde Stetten

### Bodendenkmäler in der Gemarkung Erisried
| Lage                | Objekt | Akten-Nr.     | Bild |
| ------------------- | --- | ------------- | ---- |
| Erisried (Standort) | Abgegangene Glashütte der frühen Neuzeit. Siehe auch: Glashütte (Stetten)                                                                                                 | D-7-7928-0017 |      |
| Erisried (Standort) | Burgstall des späten Mittelalters (Alte Burg). Siehe auch: Alte Burg (Erisried)                                                                                           | D-7-7928-0018 |      |
| Erisried (Standort) | Burgstall des Mittelalters. | D-7-7928-0035 |      |
| Erisried (Standort) | Mittelalterliche und frühneuzeitliche Befunde im Bereich der Katholischen Pfarrkirche St. Ulrich in Erisried und ihrer Vorgängerbauten. Siehe auch: St. Ulrich (Erisried) | D-7-7928-0112 |      |
| Erisried (Standort) | Kalktuffsteinbrüche der frühen Neuzeit. | D-7-8028-0020 |      |

### Bodendenkmäler in der Gemarkung Stetten
| Lage               | Objekt | Akten-Nr.     | Bild |
| ------------------ | --- | ------------- | ---- |
| Stetten (Standort) | Bergbauareal vor- und frühgeschichtlicher oder mittelalterlicher Zeitstellung.                                                                          | D-7-7928-0041 |      |
| Stetten (Standort) | Wüstgefallene Siedlung des Mittelalters und der frühen Neuzeit (Wolfschwang). Siehe auch: Wolfswanc                                                     | D-7-7928-0060 |      |
| Stetten (Standort) | Mittelalterliche und frühneuzeitliche Befunde im Bereich der Katholischen Expositurkirche St. Sebastian in Stetten. Siehe auch: St. Sebastian (Stetten) | D-7-7928-0103 |      |